# Борджіа (фільм)
«Борджіа» (ісп. Los Borgia) — іспанський історичний фільм виробництва телеканалу Antena 3. Прем'єра відбулася 6 жовтня 2006 року.

## Сюжет
Фільм змальовує життя родини Борджіа у 1492—1504 роках. Кардинал Родріго Борджіа шляхом підкупів та інтриг стає Папою Римським Олександром VI. Його мета — завоювати всю Італію, і в цьому йому мають допомогти його діти...

## У ролях
| Актор                 | Роль                                         |
| --------------------- | -------------------------------------------- |
| Серхіо Періс-Менчета  | Чезаре Борджіа                               |
| Луїс Омар             | Родріго Борджіа, Папа Олександр VI           |
| Марія Вальверде       | Лукреція Борджіа                             |
| Серхіо Муньїс         | Джованні Борджіа                             |
| Елой Асорін           | Джоффре Борджіа                              |
| Анхела Моліна         | Ваноцца де Каттані                           |
| Пас Вега              | Катерина Сфорца                              |
| Роберто Альварес      | Йоганнес Буркхардт                           |
| Лінда Батіста         | Санча Арагонська                             |
| Роберто Енрікес       | Паоло Орсіні                                 |
| Фабіо Гроссі          | кардинал Рафаель Ріарія                      |
| Антоніо Ернандес      | кардинал Джанбатісто Орсіні                  |
| Лусія Хіменес         | Марія Енрікес де Луна                        |
| Антоніо Дечент        | Мікелетто Корелья                            |
| Кеті Сандерс          | Джулія Фарнезе                               |
| Еусебіо Понсела       | кардинал Джуліано делла Ровере, Папа Юлій II |
| Марко Боччі           | П'єтро Бембо                                 |
| Антоніо Валеро        | Асканіо Сфорца                               |
| Федеріко Торре        | Макелайо                                     |
| Хав'єр Толоса         | Гонсало де Кордова                           |
| Дієго Мартін          | Перотто                                      |
| Джорджо Марчесі       | Альфонсо Арагонський                         |
| Енріке Вільєн         | Джіроламо Савонарола                         |
| Мігель Анхель Муньйос | Рамон                                        |
| Естер Ортега          | Ізабелла                                     |

## Номінації
Гойя (2007)
- Номінація на найкращий монтаж (Іван Аледо).
- Номінація на найкращого художника-постановника (Барбара Перес Солеро, Марія Стільде Альбруцці).
- Номінація на найкращу продюсерську роботу (Едуардо Сантана, Рікардо Гарсія, Гвідо Сімонетті).
- Номінація на найкращого художника по костюмах (Лучано Капоцці).